# ゾーンダイエット
ゾーンダイエット(Zone Diet)は、インディアナ大学で博士号を取得、マサチューセッツ工科大学で研究者を務めた生化学者のバリー・シアーズ(Barry Sears)が考案した、アンチエイジング、慢性疾患の予防・治療を目的とした抗炎症食事療法（A）。 
考案者による著書『The Zone』が1995年に出版されベストセラーとなって以来、アメリカで爆発的な人気を誇り、実践者には、オリンピック金メダリスト、ジェニファー・アニストン、マドンナ、サンドラ・ブロック、ジェニファー・ロペス、ブラッド・ピット等の有名セレブが挙げられる(B)。

## アプローチ
このダイエットは摂取カロリーの減少を通じて体重減少を促進し、インスリン放出の急上昇を避けることでインスリン感受性の維持サポートを意図している。 
ゾーンダイエットは、0.75を中心とした炭水化物に対するタンパク質の比率の比較的狭い分布が「エイコサノイド代謝に影響を及ぼし、最終的には生活習慣病リスクの減少、免疫力の向上、身体的及び精神的能力の最大化、寿命伸長と恒久的な体重減少につながる一連の生物学的事象をもたらすとされるインスリン対グルカゴン比率のバランスを保つために不可欠である」と提唱している。 
このダイエットでは一日に3回の食事と2回の間食の計5回食べることと、タンパク質と炭水化物(グリセミック指数(GI値)が低い方がより好ましいとされる)、脂肪（一価不飽和脂肪はよりヘルシーとみなされる）をカロリー比での割合で摂ることを推奨している。手は記憶補助ツールとして使用され、五本の指は一日五回の食事と、食事の間隔は5時間以内を表す。手のひらの大きさと厚さはタンパク質の測定に使用され、2つの大きな拳は好ましい炭水化物と1つの好ましくない炭水化物を測定する。本ダイエットの支持者が主要栄養素の摂取比率を決定するために使える「ゾーンブロック(Zone blocks)」と「ミニブロック(mini-blocks)」の更に複雑なスキームがある。毎日の運動は奨励される。 
本ダイエットは、穀物、野菜、果物を食べて脂肪を減らすことを提唱するUSDA推奨のフード・ピラミッドと高脂肪のアトキンスダイエットとのほぼ中間に位置する。

## 効果
2022年現在、40以上の検証研究を経てその有効性が実証されている(C)。糖尿病治療の権威であるハーバード大学医学部付属ジョスリン糖尿病センターが発表し、定期的に更新している『2型糖尿病を発症している、または糖尿病予備軍である、または2型糖尿病発症リスクの高い、過体重および肥満の成人のための臨床栄養ガイドライン 』において、2005年以降推奨されている三大栄養素の比率（カロリー比で炭水化物40～45：タンパク質20～30：脂質30）は、ゾーンダイエットで推奨されている比率と同様である(D,E)。 

## 関連リンク
- ダイエット一覧
- 低炭水化物ダイエット